# Spiral Staircase
Spiral Staircase is een album van het project Sweet Okay Supersister. Sweet Okay Supersister was een project van Robert Jan Stips en Sacha van Geest uit de popgroep Supersister, dat werd opgestart na het ter ziele gaan van die groep (waar Van Geest en oud-drummer Marco Vrolijk uit waren gestapt). 
Sweet Okay Supersister deed een optreden waarbij Van Geest voor veel spektakel had gezorgd, namelijk met mandolines, doedelzakken, verkleedpartijen, een Caribisch strand en hijzelf die optrad in een bananenpak. Bovendien speelden op twee nummers van de heruitgave de steelband Los Alegres mee. 
Na het succes van de heruitgaves van de eerdere Supersister albums kondigde Esoteric Recordings aan ook Spiral Staircase opnieuw uit te brengen, met bonustracks.

## Nummers
Alle nummers zijn geschreven door Sacha van Geest en Robert Jan Stips. 
Originele LP
1. "Retroschizive (Introduction Schizo)" - 2:11
2. "Jellybean Hop" - 1:36
3. "Dangling Dingdongs" - 6:53
4. "Sylvers Song (Groan, Stamp, Shock, Hoot)" - 3:09
5. "Cookies, Teacups, Buttercups" - 3:10
6. "Gi, Ga, Go (Gollumble Jafers)" - 4:01
7. "It Had To Be" - 3:46
8. "Nosy Parkers" - 4:26
9. "We Steel So Frange (Epilogue)" - 2:54

Heruitgave
1. "Retroschizive (Introduction Schizo)" - 2:11
2. "Jellybean Hop" - 1:36
3. "Dangling Dingdongs" - 6:53
4. "Sylvers Song (Groan, Stamp, Shock, Hoot)" - 3:09
5. "Cookies, Teacups, Buttercups" - 3:10
6. "Gi, Ga, Go (Gollumble Jafers)" - 4:01
7. "It Had To Be" - 3:46
8. "Nosy Parkers" - 4:26
9. "We Steel So Frange (Epilogue)" - 2:54
10. "Coconut Woman" - 3:21 (met Los Alegres)
11. "Here Comes The Doctor" - 3:41 (met Los Alegres)

## Bezetting
- Sacha van Geest: dwarsfluit, saxofoon, zang, percussie
- Robert Jan Stips: toetsinstrumenten, zang
- Ron van Eck: basgitaar
- Jan Hollestelle: basgitaar, contrabas
- Louis Debij: drums
- Martin van Wijk: elektrische gitaar
- Mien van de Heuvel: mandoline
- Anneke van der Stee: mandoline
- Josée van Iersel: achtergrondzang
- Inge van Iersel: achtergrondzang
- Dorien van der Valk: achtergrondzang
- Bertus Borgers: saxofoon
- Dick de Jong: doedelzak
- Jan de Hont: elektrische gitaar
- Cesar Zuiderwijk: drums op Sylvers Song
- steelband Los Alegres